# Tichov
Tichov je obec v okrese Zlín ve Zlínském kraji. Žije zde 359 obyvatel.

## Historie
První písemná zmínka o obci pochází z roku 1422.

## Obyvatelstvo
| Rok            | 1869 | 1880 | 1890 | 1900 | 1910 | 1921 | 1930 | 1950 | 1961 | 1970 | 1980 | 1991 | 2001 | 2011 | 2021 |
| -------------- | ---- | ---- | ---- | ---- | ---- | ---- | ---- | ---- | ---- | ---- | ---- | ---- | ---- | ---- | ---- |
| Počet obyvatel | 381  | 419  | 442  | 465  | 436  | 444  | 487  | 502  | 562  | 522  | 415  | 322  | 327  | 330  | 298  |
| Počet domů     | 66   | 73   | 85   | 87   | 92   | 94   | 99   | 116  | 115  | 111  | 103  | 106  | 107  | 111  | 111  |

## Obecní správa
Mezi lety 1869–1979 Tichov byl obcí v okrese Uherský Brod (1869–1930), poté v okrese Valašské Klobouky (1949 - 1960) a později v okrese Gottwaldov. Od 1. ledna 1980 do 31. prosince 1992 patřil jako část města k Valašským Kloboukům a od 1. ledna 1993 je opět samostatnou obcí.

### Obecní symboly
Znak a vlajka byly obci uděleny rozhodnutím předsedy Poslanecké sněmovny Parlamentu České republiky dne 14. ledna 2000.

## Pamětihodnosti
- Kaple Krista Krále

## Osobnosti
- Emil Kratochvíl (1917–1963), řídící učitel, vedoucí ochotnického divadla.[8]
- Augustin Emil Dorničák (1929–2008), katolický kněz, augustinián, převor kláštera v Domažlicích.

## Galerie

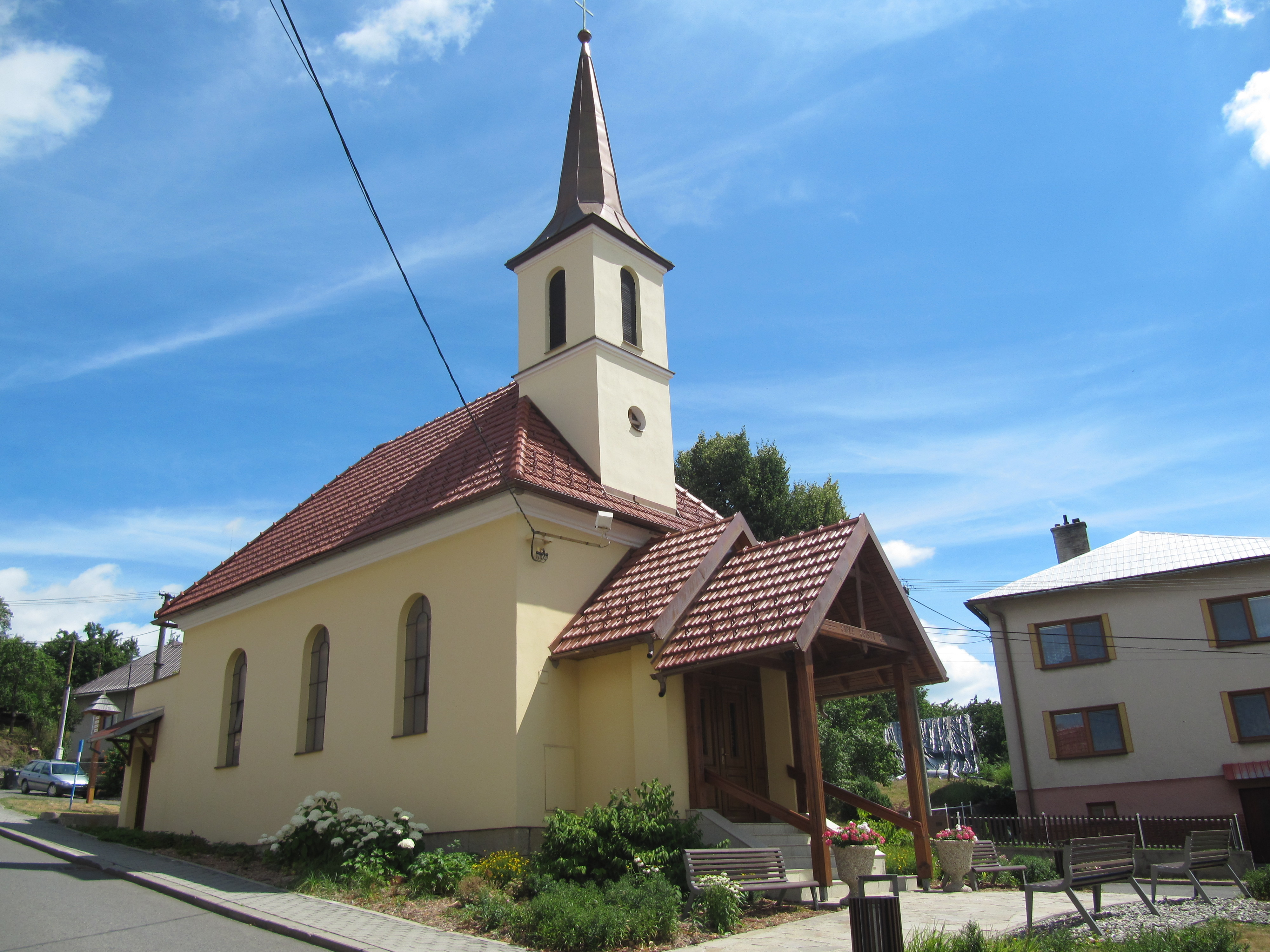
Kaple Krista Krále
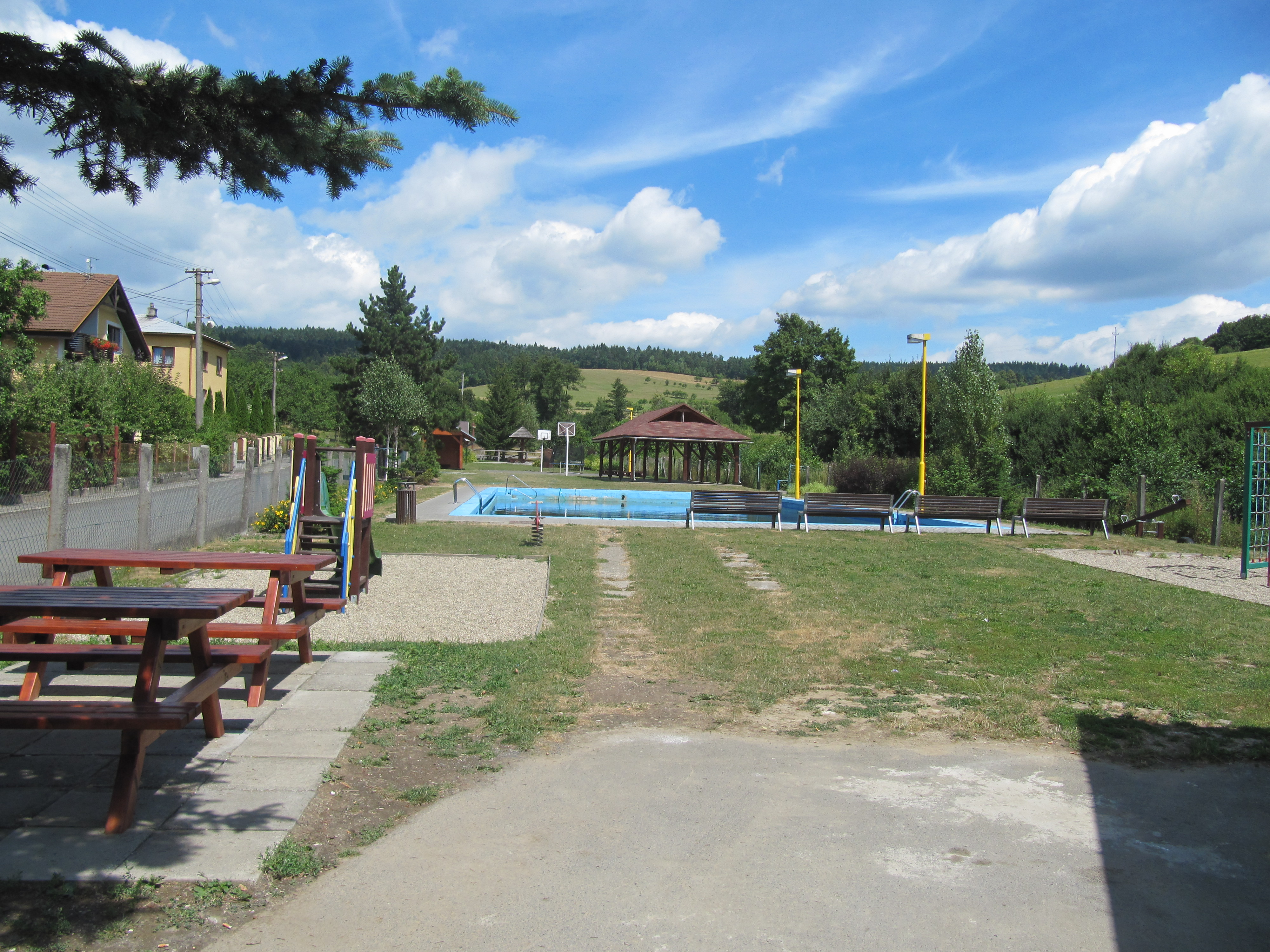
Koupaliště
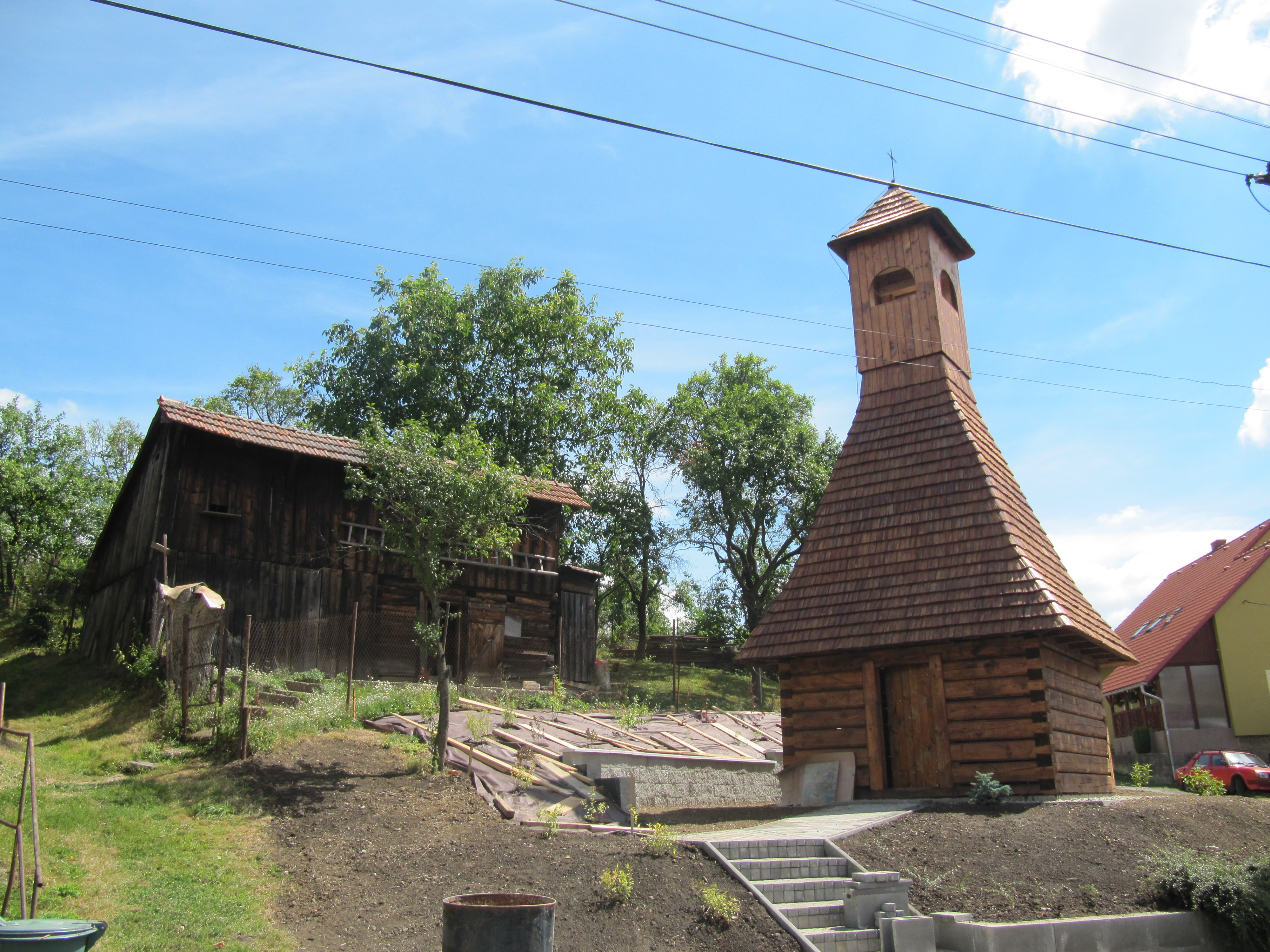
Zvonice
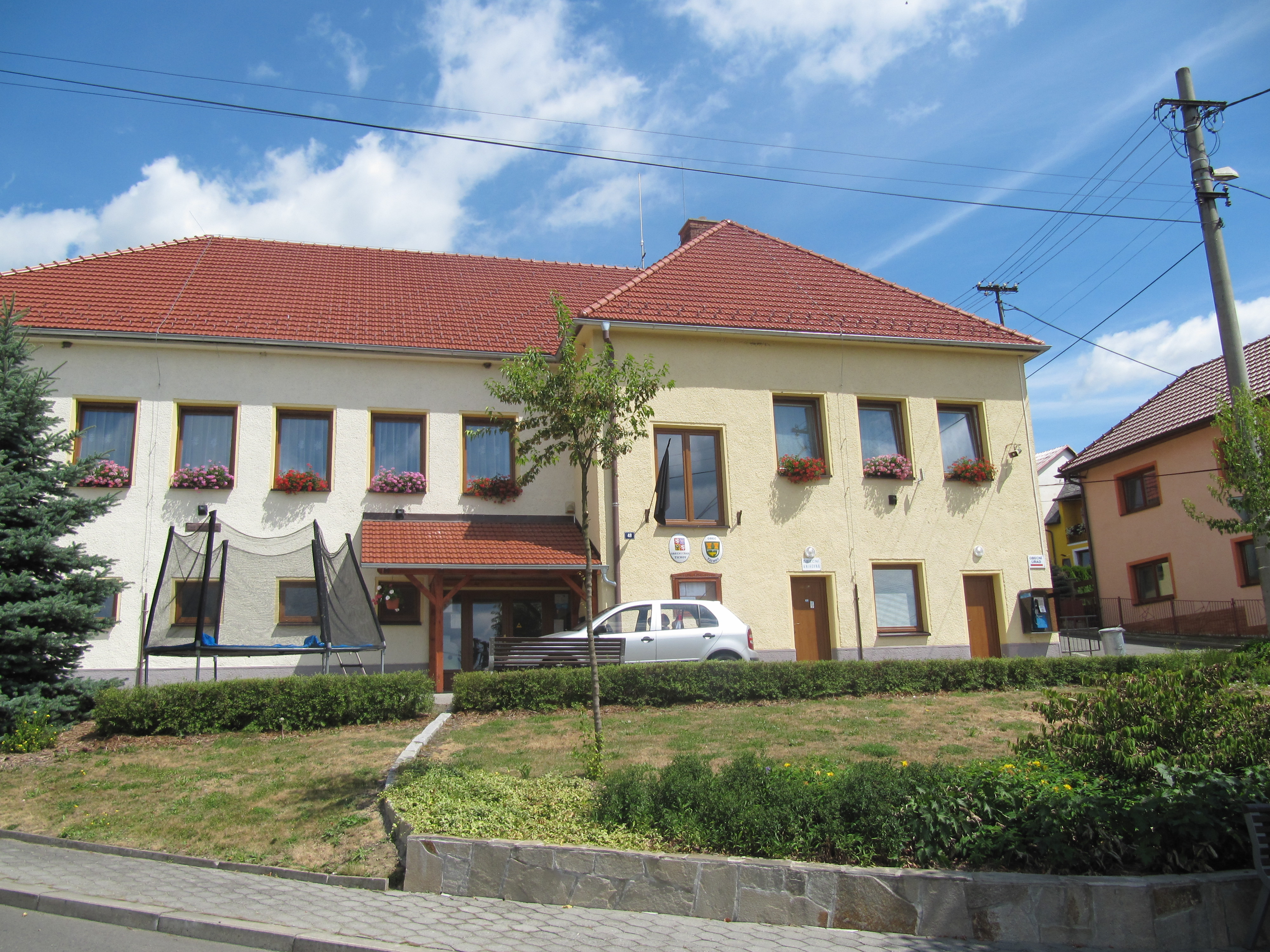
Obecní úřad